# لينيا
اللِّنِّيَة أو اللِيْنة أو اللينيا (الاسم العلمي: Linnaea) هي جنس من النباتات يتبع الفصيلة الخمانية من رتبة الممشقيات. سمي هذا الجنس من النبات تكريماً لعالم النبات السويدي الشهير كارلوس لينيوس حيث أن زهرة اللينيا الشمالية كانت المفضلة لديه.